# 驩兜
驩兜（かんとう）または、讙兜・讙頭・驩頭・鴅吺・鴅兜・讙朱は、古代中国神話に登場する悪神。共工・鯀・三苗とともに並ぶ四罪の一人。堯（ぎょう）の時代の悪人とも言われている。

## 概要
驩兜は堯（ぎょう）の息子である丹朱（たんしゅ）のことであり、三苗人の論戚誼（ろんせきぎ、三苗）と組んで堯に対して反乱を企てたとされ、それが四罪と目される由来となっている。この闘いに敗れたのち、丹朱の子孫たちは南方に落ちのび讙頭国を建てたとされ、その国の様子や位置は『山海経』などに記されている（『史記』舜本紀には、驩兜の子孫たちが南の方角にすむ「南蛮」たちになったと記されている）。
驩兜・讙頭・鴅吺・讙朱・丹朱が同一の存在であるとの考察は古くから『読書偶識』（巻2）や郭璞による『山海経』の「讙頭」につけられた注などに存在する。しかし、『山海経』には讙頭は鯀の孫であるという文章も見られる。また、『山海経』の海内南経には「帝丹朱」の墓、海内北経には「帝丹朱」の台というものが記されており、中国神話学者の袁珂はこれを驩兜の墓や台であるとしている。
『史記』「五帝本紀」などでは堯に対して放斉が丹朱を、驩兜（丹朱）が共工を紹介して登場しているが、両者ともに堯からしりぞけられている。

## 丹朱と囲碁
器物などの発明の伝説について記した『世本』には、丹朱のために堯がつくったのが囲碁のはじまりであるとする伝説が記されており、囲碁に関する中国の古い文献にはその伝説が引かれることもある。丹朱に与えられた囲碁は犀角や象牙などとても贅沢な素材でつくられていたという。元の時代に編まれた囲碁についての本・『玄々棊経』は、「あるひとの言うには」というかたちで、「天下を治めるための教養などを身につけさせるために与えられた囲碁が丹朱に良い影響をもたらしたとは言えぬし、遊具をただ与えたのみであったことは愚かな選択だったのではないか」という俗説的な意見を序文に載せている。